# Спорт Анкаш
«Спорт Анкаш» (исп. Club Sport Ancash) — перуанский футбольный клуб из города Уарас, административного центра региона Анкаш, в честь которого назван клуб. В настоящий момент выступает во Втором дивизионе чемпионата Перу.

## История
Команда была основана 22 апреля 1967 года, первые годы своего существования выступала в региональных лигах. В 1976 году впервые приняла участие в Кубке Перу, где заняла третье место. В 1998 году «Спорт Анкаш» стал постоянным участником региональной стадии Кубка Перу. В 2004 году команда завоевала Кубок Перу, обыграв в финале по сумме двух матчей 4:1 (1:0; 3:1) «Депортиво Мунисипаль». Победа в этом турнире дала «Спорт Анкашу» право выступать в Примере.
В элитном дивизионе чемпионата Перу «Спорт Анкаш» участвовал с 2005 по 2009 год. В 2007 году команда сумела занять третье место в чемпионате Перу и классифицироваться в Южноамериканский кубок 2008. Там команда в первом раунде обыграла чилийский «Ньюбленсе» (победа 4:0 дома и поражение 0:1 в гостях), затем в упорной борьбе уступила бразильскому гранду, «Палмейрасу» (0:0 дома и минимальное поражение 0:1 в гостях). Затем в клубе начались проблемы с финансами и по итогам сезона 2009 «Спорт Анкаш» вылетел во Второй дивизион чемпионата Перу, где выступает до сих пор.
Домашние матчи команда проводит на стадионе «Росас Пампа», вмещающем (по различным данным) от 18 до 20 тысяч зрителей. Самым принципиальным соперником «Спорт Анкаша» является другой клуб региона Анкаш, «Хосе Гальвес» из Чимботе. Это два крупнейших города региона и соперничество распространяется в том числе и на спортивный уровень.

## Достижения
- Обладатель Кубка Перу[1] (1): 2004
- Вице-чемпион Сегунды Перу (1): 2010

## Участие в южноамериканских кубках
- Южноамериканский кубок (1):
  - 1/8 финала— 2008

## Сезоны по дивизионам
- Примера дивизион (5): 2005—2009
- Сегунда дивизион (3): 2010—н. в.